# Monasterio de Curchi
El monasterio de Curchi (rumano: Mănăstirea Curchi, ruso: Богородице-Рождественский монастырь) es un monasterio ortodoxo situado en Curchi (Kurki) en el distrito de Orhei en la República de Moldavia. El monasterio, utilizado como hospital psiquiátrico durante la era soviética, pertenece a la Iglesia Ortodoxa Moldava, que está subordinada al Patriarcado de Moscú.

## Ubicación
El monasterio dedicado a la Natividad de la Virgen (Nașterea Maicii Domnului) se encuentra en el distrito de Orhei, al norte de Chișinău y pertenece a la diócesis de Chișinău.

## Instalaciones y edificios
El monasterio, construido en 1773, incluye el patio del monasterio con una terraza superior e inferior. Está rodeado por una muralla con torres en las esquinas. Alrededor del patio se encuentran el edificio de la celda, la casa del abad y las dependencias agrícolas. La catedral de la Natividad, construida en 1810 en estilo neobizantino con planta octogonal, tiene una cúpula sobre la sala principal que descansa sobre un tambor alto y redondo. Las capillas laterales tenían cúpulas con torreones. El edificio está fuertemente estructurado y tiene elementos decorativos clasicistas (columnas toscanas, marcos de ventanas a dos aguas, pilastras pareadas del tambor de la cúpula) que “colocan a la iglesia en las filas de las obras clasicistas más originales” (G.N. Logwin). La iglesia de invierno fue construida a finales del siglo XIX. Tiene presbiterio semicircular, nave rectangular con cúpula sobre tambor alto con ventanas y antesala cuadrada.